# 梅远谋
梅远谋（1897年—1980年），字一略，男，湖北黄梅人，中国经济学家，曾任四川财经学院教授。